# Улица Јурија Гагарина
| Улица · ЈУРИЈА ГАГАРИНА | Улица · ЈУРИЈА ГАГАРИНА      |
| ----------------------- | ---------------------------- |
|                         |                              |
| Општина                 | Нови Београд                 |
| Почетак                 | улица Др Ивана Рибара        |
| Крај                    | Булевар Милутина Миланковића |
| Дужина                  | 4.600 m                      |
| Ширина                  | >50 m                        |
| Створена                | почетком 1970-их             |
| Названа                 | почетком 1970-их             |
|                         |                              |
|                         |                              |
| Улица Јурија Гагарина   |                              |

Улица Јурија Гагарина се налази на Новом Београду. Простире се од од улице Др Ивана Рибара, до раскрснице са Булеваром Милутина Миланковића.
Дужина улице износи 4.600 m са по три траке по смеру и двосмерном трамвајском пругом по средини.
Улицом саобраћа велики број линија ГСП-а: аутобуси 45, 68, 73, 82, 85, 89, 94, 95, 601 и 610; трамваји 7, 9, 11 и 13. 
У улици се налазе многи познати и важни објекти: Делта сити (блок 67), ЕНЈУБ центар (блок 45), основна школа „Ужичка република“ (блок 62), основна школа „Бранко Радичевић“ (блок 45), Пијаца (блок 44), ТЦ Пирамида (блок 44), ТЦ Блок 70, „Бувљак“ и др.
Улица је добила назив по совјетском космонауту Јурију Алексејевичу Гагарину.